# 意式肉酱
在意大利菜， 意式肉酱（義大利語：ragù，亦有譯作拉古醬）是一种意大利面经常使用的肉酱。意式肉酱由阿尔貝托·阿尔维斯（Alberto Alvisi），发明于18世纪。最典型的是番茄肉酱。其他有那不勒斯酱或巴里酱（有时以马肉制作）。

## 外部連結
- CIBO-Culinary Institute of Bologna original Ragu Bolognese sauce recipe 的存檔，存档日期2014-10-29.